# Кристиогло, Иван Петрович
Иван Петрович Кристиогло (рум. Ivan Kristioglo, гаг. Ivan Kristioglo; род. 1 июня 1952, с. Кирсово, Комратский район, Молдавская ССР, СССР) — молдавский общественный и политический деятель. Депутат Народного Собрания Гагаузии с 1999 по 2003 год. Председатель Народного Собрания Гагаузия с 23 мая 2002 по 20 декабря 2003 года. Исполняющий обязанности башкана (главы) Гагаузии с 10 по 29 июля 2002 года. Один из основателей Комратского Национального университета.

## Биография
Родился 1 июня 1952 года в селе Кирсово Комратского района Молдавской ССР, в гагаузской семье. В 1973 году окончил Тираспольский государственный педагогический институт имени Т. Г. Шевченко по специальности «Учитель русского языка и литературы».
С ноября 1977 по май 1979 года служил в рядах Советской армии. По возвращении из армии работал учителем и директором школы.
С 1985 по 1989 год работал заведующим районным отделом народного образования, затем инструктором по идеологической работе Комарского райкома КПСС Молдавской ССР.
В 1990 году возглавил инициативную группу по созданию в Комрате Национального университета, став впоследствии его ректором.
С 1993 года по 1999 год работал деканом факультета Национальной культуры. В том же году окончил Одесский государственный университет (Украина) с дипломом преподавателя политических наук и социально-гуманистических дисциплин.

## Политическая деятельность
В 1999 году был избран депутатом Народного Собрания Гагаузии и председателем Постоянной комиссии по регулированию этики, парламентских петиций, отношений со СМИ, межэтнических отношений и функционирования языков.
В 2001 году правящей партией в Республике Молдова стала Партия коммунистов Республики Молдова (ПКРМ), а депутатом парламента Республики Молдова стал экс-глава Гагаузии Георгий Дмитриевич Табунщик. В Гагаузской автономии ПКРМ получила 80,5 % голосов, в среднем по стране 50 %.
В январе 2002 году произошёл раскол в Народном Собрании Гагаузии (НСГ). Большинство депутатов во главе с Иваном Кристиогло не имело права принимать решения, поскольку они не были одобрены руководством НСГ, а меньшинство, во главе с председателем законодательного собрания Михаилом Кендигеляном не могло действовать в отсутствие кворума. В результате, деятельность законодательной и исполнительной ветвей власти автономии была блокирована в течение пяти месяцев.
В апреле 2002 года члены исполнительного комитета Гагаузии подали в отставку единым блоком. 23 мая 2002 года депутаты от Народной Ассамблеи Гагаузии проголосовали за увольнение Михаила Кендигеляна с поста руководителя Народного Собрания автономии, занимавшего эту должность с 1999 года. За его увольнение проголосовали 24 депутата, а против этого решения — 8. В соответствии с правилами и положениями Народного Собрания Гагаузии, для принятие такого решения необходимо 23 голоса.
Иван Кристиогло был избран 23 мая 2002 председателем Народного Собрания Гагаузии. За его кандидатуру в качестве председателя Народного Собрания Гагаузии также проголосовали 24 депутата.
21 июня 2002 года под действием внутреннего давления и центральных властей, Дмитрий Кройтор подал в отставку. 10 июля 2002 года Народное Собрание Гагаузии избрало своего председателя, Ивана Кристиогло, в качестве временного башкана (главы) Гагаузии.
Народное собрание Гагаузии от 26 июля 2002 года аннулировало своё предыдущий решение и назначило временным башканом Гагаузии Георгия Моллу.
Это решение было принято после того, как Генеральный прокурор автономии Георгий Лейчу сообщил, что решение Народного Собрания Гагаузии о назначении Ивана Кристиогло в качестве временного главы Гагаузии 10 июля 2002 являлось незаконным, поскольку такое решение нарушает принцип разделения полномочий.
Недовольный отношениями с президентом Владимиром Ворониным, Иван Кристиогло во главе группы депутатов в августе 2003 года участвовал во встрече с членами Верховного совета Приднестровья в Тирасполе. Кристиогло сообщил журналистам, что гагаузские депутаты говорили с членами законодательного органа о возможном участии представителей Народного Собрания Гагаузии в работе Совместной конституционной комиссии.
Иван Кристиогло был недоволен тем, что гагаузская автономия была исключена из переговоров по созданию будущей молдавской федерации. Он присоединился к силам, которые требовали включить в переговоры вопросы федерализма. После этих действий, «коммунистический» башкан Георгий Табунщик стремился к увольнению Кристиогло, но ему не удалось добиться нужного количества голосов. Однако депутаты единогласным решением лишили Кристиогло его права на заявления от имени Народного Собрания Гагаузии или его президиума.
20 декабря 2003 года был избран новый председатель Народного Собрания Гагаузии Степан Есир.
По окончании срока полномочий депутата Народного Собрания Гагаузии, Иван Кристиогло вернулся к педагогической деятельности в Комратский государственный университет.

## Семья
Женат, имеет троих детей.